# Chiridopsis
Chiridopsis  (лат.) — род жуков щитоносок (Cassidini) из семейства листоедов. Африка, Азия. Около 70 видов.

## Распространение
Африка, Мадагаскар, Южная и Юго-Восточная Азия. Около 70 видов (половина из них из Африки).

## Описание
Тело уплощённое (около 5 мм), обычно округлой или овальной формы. Голова сверху не видна, так как прикрыта переднеспинкой. Коготки лапок с базальным зубцом. Основания надкрылий немного шире пронотума. Растительноядная группа, питаются растениями различных семейств, в том числе Convolvulaceae: Ipomoea involucrata, Ipomoea batatas, Ipomoea carnea, Quamoclit coccinea (= I. coccinea); Ipomoea biloba (= I. pescaprae); Ipomoea aquatica, Ipomoea fistulosa, Ipomoea violacea, Merremia emarginata, Argyreia elliptica, Rivea hypocrateriformis; Argyreia hookeri
.

## Систематика
Около 70 видов, часть из которых первоначально были описаны в составе родов Coptocycla и Cassida.
- Chiridopsis scalaris

- Другие виды: C. selecta — C. septemnotata — C. sexplagiata — C. spadix — C. subornata — C. suffriani — C. tanganikana — C. tessellata — C. tredecimnotata — C. trizonata — C. tschoffeni — C. undecimnotata — C. ventralis — C. weisei — C. westringi